# Beatrice Hastings
Beatrice Hastings era el pseudònim d'Emily Alice Haigh (27 de gener de 1879 – 30 d'octubre de 1943) una escriptora anglesa, poetessa i crítica literària. Molt del seu treball va ser publicat a The New Age sota una varietat de pseudònims. Va viure amb l'editor A. R. Orage un temps, abans de l'esclat de la Primera Guerra Mundial. Va ser amiga i amant de Katherine Mansfield, el treball de la qual va ser publicat per primera vegada a The New Age. Un altre dels seus amants va ser Wyndham Lewis.

## Biografia
Nascuda a Londres i criada a Sud-àfrica, just abans de la guerra es va mudar a París, convertint-se en una figura destacable en l'ambient bohemi gràcies a la seva amistat amb Max Jacob. Va compartir un apartament en Montparnasse amb Amedeo Modigliani, de qui també va ser musa d'alguna de les seves obres.
Un altre dels seus grans amics va ser el novel·lista Charles Beadle, amb qui tenia diverses aficions en comú. Beadle va créixer a Hackney, va viure un temps a Sud-àfrica (va participar en la Guerra Bòer com a membre de la policia sud-africana britànica), i va publicar diverses novel·les sobre la vida bohèmia a París. Quan Beadle es va mudar a Amèrica des de París al novembre de 1916, parlava de Hastings com la seva amiga més propera a París.
Cap al final de la seva vida, Hastings es va sentir exclosa del reconeixement literari que sentia merèixer i va culpar a A. R. Orage per haver-la mantingut fora de les tertúlies i cercles literaris a Gran Bretanya. En 1936 va publicar un pamflet, The Old New Age, on criticava l'actitud de Orage respecte a la seva persona.
En 1943, probablement patint càncer, es va suïcidar inhalant gas monòxid de carboni a la cuina de casa seva.

## Obra
- Woman's Worst Enemy – Woman, 1909
- The Maids' Comedy: A Chivalric Romance in Thirteen Chapters, 1911
- The Old "New Age"—Orage and Others, Blue Moon Press, 1935
- Defence of Madame Blavatsky Volumes 1 and 2, Worthing, Hastings Press, 1937